# Птицын, Анатолий Константинович
Пти́цын Анатолий Константинович (род. 24 июня 1924, Санкт-Петербург — 23 октября 2017, Балтийск) — советский капитан судов вспомогательного флота, моряк-катерник Балтийского флота (1942—1972). Старшина второй статьи, писатель и поэт.

### Ранние годы
Будущий капитан родился 24 июня 1924 года в Ленинграде (ныне — Санкт-Петербург) в семье Константина Николаевича Птицына и Марии Фёдоровны Соколовой. В возрасте девяти лет он остался один с малолетней сестрой Натальей: отца приговорили к расстрелу как классового врага, а мать попала под репрессии. После пребывания в следственном изоляторе её выслали в Мурманск.
Вместе с сестрой Анатолия забрали к себе родственники в Ленинграде. От голодной смерти их спас экипаж яхты «Революция». Благодаря морякам юноша начал работать грузчиком в торговом порту, при этом он успевал учиться. Учёба давалась тяжело: когда в школе узнавали, что Птицын «враг народа», приходилось менять школу. Этот опыт сделал его сильнее и морально, и физически.
Когда началась блокада Ленинграда, Анатолия с сестрой, которая уже была при смерти от голода, переправили на большую землю по Ладоге. Они добрались до Мурманска, где отыскали маму, которая трудилась на военном заводе.

### Военные годы
В сентябре 1942 года Анатолий попадает на Балтийский флот, в бригаду ракетных катеров. Во время войны Птицын участвовал в освобождении Прибалтики, островов Бьёрского и Моозундского архипелагов.
Четыре раза он тонул, выжить помогла только хорошая физическая подготовка, получил серьёзное ранение легкого — до конца жизни под его сердцем оставался осколок снаряда, напоминающий о самом страшном бое.
А. Птицын стал участником знаменательной битвы, состоявшейся 27 марта 1945 года. Тогда два советских катера вступили в Балтийском море в неравную схватку с 14 вражескими.
В ночь с 26 на 27 марта недалеко от Лиепаи сбили советский самолёт. Один за другим Балтфлот отправлял катера, чтобы помочь, но немцы подбили и их. Два судна, на одном из которых находился Птицын, перехитрили противника и столкнулись с 14 немецкими бронекатерами. Завязался жестокий бой. Советские моряки смогли уничтожить один немецкий катер, ещё два повредили, но и сами пошли ко дну. Катер быстро ушел под воду, а семерых выживших, в том числе и Птицына, немцы подобрали на поверхности воды.

«В бою и в последующих событиях, — писал мне моторист Анатолий Птицын, — нет ни на ком из нас, мертвых и случайно оставшихся в живых, вины и позора. Делали и сделали все, что мог выполнить человек. Все мы, военные моряки, воспитанные при Советской власти, закаленные в огне Великой Отечественной войны, до конца оставались верными присяге и служебному долгу. Этот бой и последующие события должны являться примерами мужества, стойкости, героизма и беззаветной преданности Родине». — Командующий Балтийским флотом, адмирал Трибуц, В.Ф.  Балтийцы сражаются. -  М: Воениздат, 1985.- С.463.
В последний год войны концлагерь охраняли уже не так строго, как раньше. Пленные бежали, прихватив с собой немецкое оружие. После побега была организована диверсионная группа из таких же нелегалов, как и Птицын. Они успешно провели операции по освобождению солдат из небольших лагерей. Когда в Гамбург начали входить союзники-англичане, группа постепенно начала пробираться к своим и вскоре перешла линию фронта. Однако их встретили недружелюбно: отправили в особый отдел.
Команда держалась героически, а их подвиг вошел в историю.

Вспоминаются часто самые тяжелые моменты жизни. Это блокадный Ленинград, это война без оружия. Нам запрещали использовать на катерах торпеды, потому что их не хватало. И ходили в так называемые ложные атаки. Ждали большие немецкие корабли, и когда они подходили, начинался обстрел с берега, поддерживаемый сверху самолётами, а мы, не имея оружия, демонстрировали, что идем в атаку. Пугали мы их, они разворачиваются, и мы отходим. Однажды в течение одного дня мы вышли в ложную атаку пять раз. Некоторые сходили с ума. И я сам удивляюсь, как я остался жив.
— Анатолий Константинович Птицын

### После войны
В послевоенное время А. К. Птицын принимал активное участие в восстановлении Балтийска.
Он не мог представить своей жизни без моря, в числе первых участвовал в создании вспомогательного флота. В Кенигсберге (ныне — Калининград) Птицын сформировал команду, раздобыл судно.
Тогда, 17 мая 1945 года, на буксире «Дорш» они проделали опасный путь: прошли по заливу от Калининграда до Балтийска. Канал был почти полностью завален подбитыми кораблями и переполнен минами. Вести судно было опасно, но Птицын решил пойти на риск и все закончилось благополучно.
Военный посвятил вспомогательному флоту 55 лет. Он умело управлял буксирами в Балтийской гавани, работал и стремился к совершенствованию в своем деле, с отличием окончил мореходное училище ВМФ. Только в 72 года он решился сойти с капитанского мостика, а на постоянную пенсию ушел в 1996 году.
Капитан отслужил два полных офицерских срока, и его полувековая безупречная служба на море является трудовым подвигом

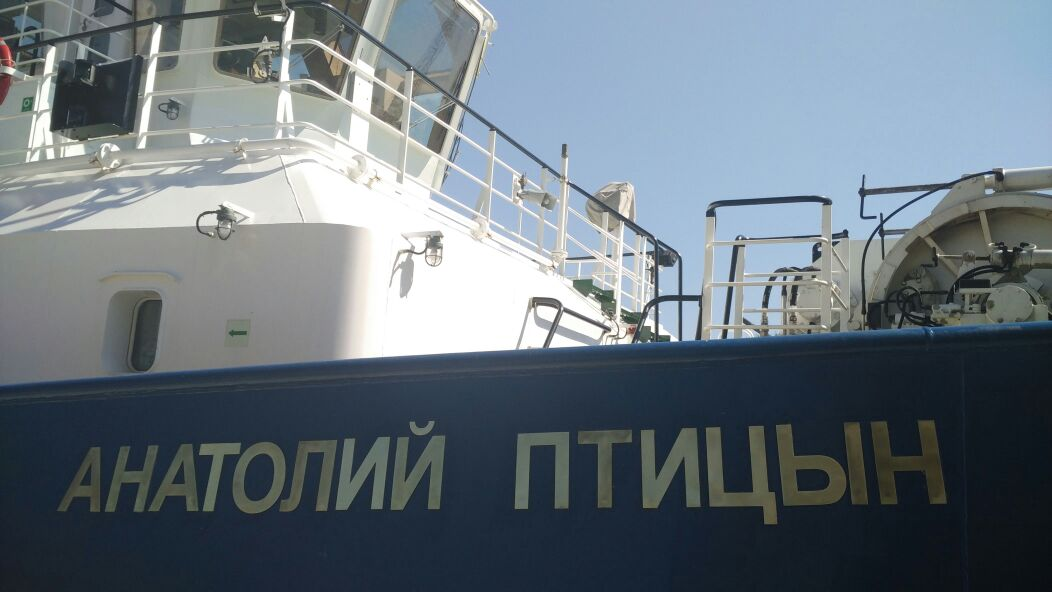
Буксир «МБ-97» названный в честь Анатолия Птицына

### Память

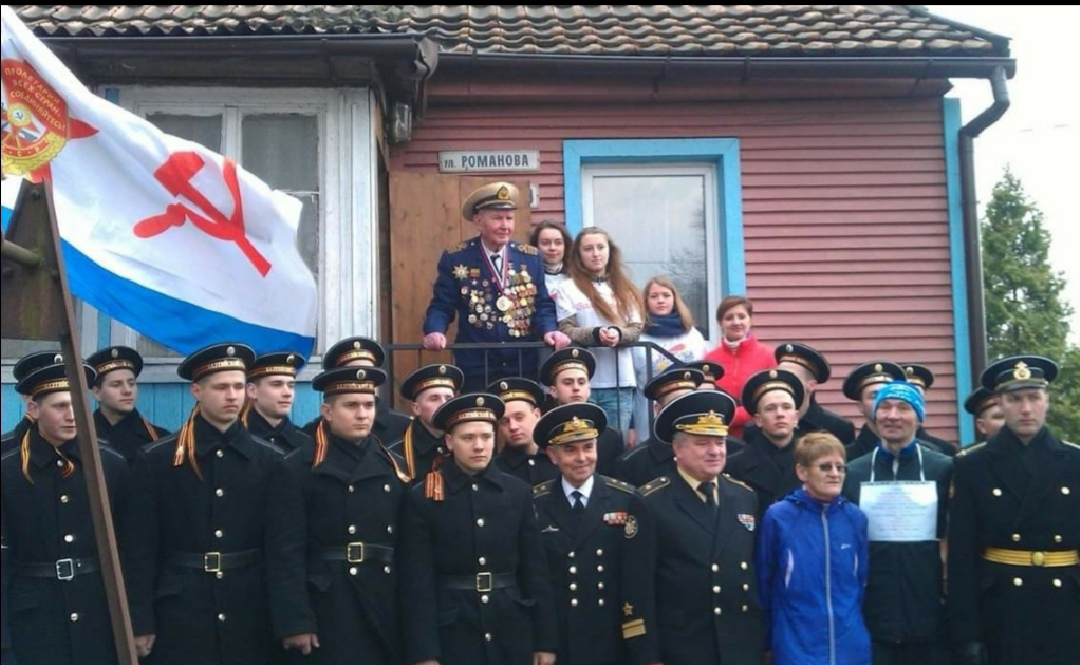
Фотография с ежегодного пробега в честь Анатолия Птицына, на фото присутствует Ирина Реутович — рекордсменка мира в беге на сверхдлинные дистанции

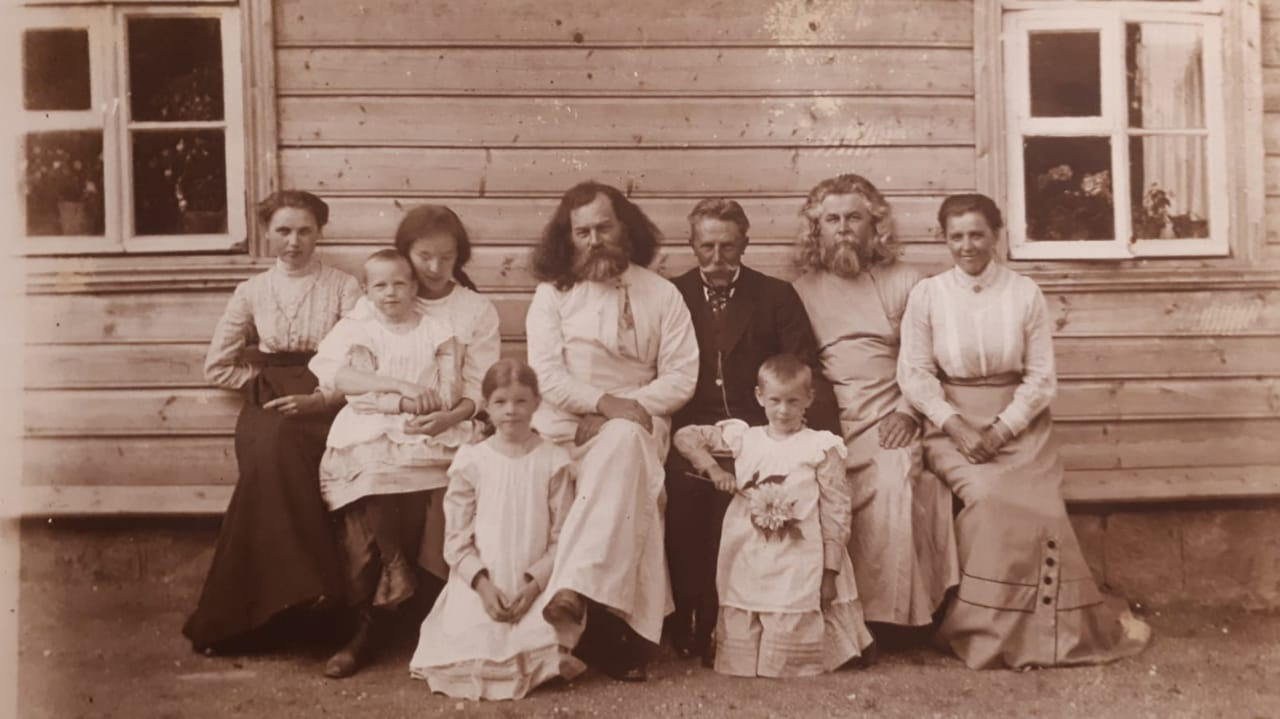
На фотографии изображена семья Птицыных, 1900 год

Птицын стал первым человеком, чьим именем при жизни назвали корабль Балтийского флота. В 2016 году он вошёл в состав флота. Его имя носит буксир проекта 02790 усиленного ледового класса. Назначение: буксировка кораблей в морях и акваториях, поисково-спасательные операции, ломка льда и тушение пожаров на плавсредства и других объектах, перевозка малых грузов.
В честь А. К. Птицына проводится марш-бросок из Калининграда в Балтийск. Традиция существует с 1998 года и посвящена бою, произошедшему в мае 1945. В мероприятии участвуют все, кто хочет почтить память фронтовиков, служивших на флоте. В их числе Сергей Харлов, полковник в отставке и в прошлом житель Балтийска, который и принял решение каждый год совершать пробег. Также ежегодно принимает участие рекордсменка мира в беге на сверхдлинные дистанции Ирина Реутович — легенда российского спорта, чемпионка мира по суточному бегу.
Раньше участники финишировали возле крыльца дома Анатолия Птицына, где моряк-герой лично встречал их. После его смерти — возле буксира, названного в июне 2017 года «Анатолий Птицын».

Мы прибегаем — он считает, что мы герои. Это просто честь для меня. Дань уважения. Это же не просто пошли и цветы возложили. Привлекаешь как-то внимание молодежи. Чтобы в телевизоре увидели, что у нас есть такие люди.
— Рекордсменка мира в беге на сверхдлинные дистанции, заслуженный мастер спорта в суточном беге, мастер спорта по альпинизму Реутович И. В.
В краеведческом музее г. Валдай имеется информационный стенд о семье Птицыных, которые дружили с семьёй Меньшиковых.
В краеведческом музее г. Балтийск есть экспозиция, посвящённая Анатолию Константиновичу.
В одном из томов «История Балтийского флота. Дважды Краснознамённый Балтийский флот» помещена фотография А. К. Птицына.

### Стихотворения А. К. Птицына
- Море
- Военная гавань
- Май 45-го года
- Наша жизнь так быстротечна

## Награды
- Медаль Ушакова
- Орден Отечественной войны I и II степени
- Орден Красной звезды
- Орден Петра Великого степени за выдающиеся заслуги, большой личный вклад в развитие и укрепление Государства Российского (2004)
- Звание «Почетного жителя Балтийска»  (2000)
- Медаль За отвагу
- Медаль За оборону Ленинграда
- Медаль За заслуги перед Отечеством II степени